# Basílica de Santa María (Aibar)
La basílica de Santa María de Aibar (Navarra, España) situada en un extremo del pueblo, en la parte baja, es una edificación de estilo románico, construida en la segunda mitad del siglo XII. Sus muros acusan dos fases de obra en el reajuste del aparejo del segundo tramo y en la interrupción de la moldura que corre a media altura.

## Descripción
Su planta presenta una sola nave de cuatro tramos y cabecera semicircular (planta). Como soportes ofrece pilastras con medias columnas adosadas que apoyan en pedestales prismáticos y tienen plintos lisos y basa compuesta por toro y escocia con bolas en los ángulos- 
Los capiteles son esculpidos con motivos simples sin figuración humana de talla ruda, propios de un románico popular.
La cubierta es de medio cañón apuntado y está jalonada por cuatro fajones apuntados y doblados que descansan en las pilastras. Una moldura lisa corre a la altura de la línea de impostas por la nave y en el ábside aparece decorada con tallo ondulado y palmetas. En la cabecera y tramo inmediato a ella hay otra moldura taqueada que corre a media altura del muro. Al lado de la puerta hay una pila aguabenditera del siglo XVI.
Iluminan la nave tres ventanas de medio punto abocinadas situadas dos en la cabecera, una a cada lado, y la tercera en el muro de los pies.
Los exteriores de sillar regular bien escuadrado son lisos únicamente interrumpidos por contrafuertes prismáticos, poco salientes que llegan hasta el tejado. Hay cuatro a cada lado, más dos en la cabecera y dos en los pies. La puerta emplazada en el segundo tramo del lado de la Epístola se halla sobre un paramento saliente. Es de medio punto abocinada por cuatro arquivoltas de sección cuadrada que descansan sobre imposta lisa y pies derechos. Se cobija bajo un guardalluvias. El tímpano es liso sobre ménsulas. Tres saeteras, la central cegada se abren en la cabecera. A lo largo del alero hay canes lisos. La iglesia tiene a los pies una pequeña espadaña.

### Capiteles
Comenzando por la columna de los pies del lado del Evangelio, su correspondiente capitel presenta incisiones verticales paralelas rematadas en la parte superior por volutas y cimacio con dibujos incisos a base de círculos; el segundo capitel tiene hojas con piñas lisas pendientes de la punta salvo en los ángulos que llevan cabezas y cimacio liso y taqueado; el tercero presenta palmetas inscritas en corazones y en los ángulos rayados y cimacio liso; el cuarto lleva hojas con bolas alargadas pendientes y cimacio con tallo ondulado con palmetas; el quinto, situado ya en el lado de la Epístola junto a la cabecera, presenta hojas de acanto que llegan sólo hasta media altura y encima volutas y cimacio igual al anterior; El sexto lleva hojas lisas hasta media altura y volutas en la parte superior; el séptimo con incisiones verticales paralelas rematadas en la parte superior por volutas y cabezas en los ángulos y cimacio liso; y el octavo y último grandes hojas en los ángulos y rosetas en los frentes y cimacio liso.

### Retablo mayor
Preside la basílica el retablo mayor barroco, contratado en 1710 por P. Arriaga, maestro de Uncastillo que realizó en la parroquia el retablo del Santo Cristo. Su traza es ochavada para adaptarse a la forma del ábside y consta de banco con ménsulas de follaje y pendientes y tableros con cartelas decorativas, un cuerpo de columnas salomónicas envueltas en hojarasca que forman tres calles; en las laterales hornacinas rematadas en placas al igual que la central de mayor tamaño. Sigue un friso con triglifos y una ático enmarcado por columnas iguales a las del cuerpo con aletones laterales de follaje y remate con gran placa con corona.
Se alojan en el retablo las tallas de San José, la virgen con el Niño sobre peana de ángeles y San Juan Bautista y un santo caballero. Un relieve de la Aparición de la Virgen a San Bernardo ocupa el ático. A excepción de la Virgen el retablo se halla repintado.
La escultura de Nuestra Señora con el Niño de estilo románico del siglo XIII se halla muy restaurada. Es la antigua titular de la Basílica.
- Datos: Q5722042